# Сергеева, Гульнара Ильдусовна
Гульнара Ильдусовна Сергеева (род. 5 июня 1960 года, Дубъязы, Татарская АССР) — государственный и политический деятель. Депутат Государственной Думы пятого созыва, член фракции Единая Россия в Государственной думе V созыва, заместитель председателя комитета Государственной думы по делам Федерации и региональной политике.

## Биография
Гульнара Ильдусовна родилась 5 июня в 1960 году, в селе Дубъязы, Высокогорского района Татарской АССР.
В 1982 году завершила обучение и получила диплом о высшем образовании Казанского государственного университета, обучалась по специальности «правоведения». Защитила кандидатскую диссертацию, является кандидатом политических наук.
Трудовую деятельность начала в 1977 году секретарём судебного заседания в Московском районном народном суде города Казани. С 1982 года являлась стажёром коллегии адвокатов Татарской АССР. В 1985 году становится членом Коллегии адвокатов Татарской АССР. С 1992 по 2001 годы работает заведующей адвокатским бюро в городе Казани.
С 1998 по 2008 годы является членом правления Торгово-промышленной палаты республики Татарстан и член Третейского суда при Торгово-промышленной палате республики Татарстан.
В 2001 году и на протяжении двух лет являлась председателем адвокатского бюро «Сергеева и Партнеры».
С 2001 по 2004 годы назначена и осуществляла на общественных началах должность заместителя председателя, председателя экспертного совета Республиканской межведомственной комиссии по экономическим и социальным реформам при Кабинете Министров Республики Татарстан.
В 2004 году на выборах Президента Российской Федерации являлась доверенным лицом кандидата Путина Владимира Владимировича.
В 2004 году избирается депутатом Государственного совета Республики Татарстан по региональному списку партии «Единая Россия».
С 2004 по 2008 годы работает в должности генерального директора Агентства по развитию предпринимательства при Кабинете министров Республики Татарстан.
В декабре 2007 года на выборах в Государственную Думу V созыва по федеральным спискам кандидатов от партии Единая Россия одерживает победу и становится депутатом. Работала в Государственной Думе заместителем председателя комитета Государственной думы по делам Федерации и региональной политике. Член фракции Единая Россия в Государственной думе V созыва. Досрочно сложила полномочия в январе 2011 года по собственному желанию. Освободившийся мандат перешел Ильдару Берхееву
В январе 2011 года назначена на должность начальника Управления Министерства юстиции Российской Федерации по Республике Татарстан.  
С 2015 по 2017 годы исполняла обязанности руководителя Территориального управления Федерального агентства по управлению государственным имуществом в Республике Татарстан.
С 24 мая 2018 года работает исполнительным сопредседателем АНО "Центр общественных процедур «Бизнес против коррупции».

## Награды
За свои трудовые успехи была награждена и отмечена:
- Знак «Почетный адвокат России».
- Почетная грамота Государственной Думы Федерального Собрания Российской Федерации.
- медаль «В память 1000-летия Казани».
- Почетная грамота Министерства юстиции Российской Федерации.
- медаль за участие в XXVII всемирной летней Универсиаде в городе Казани.
- медаль Республики Татарстан «За доблестный труд».

Имеет звания:
- «Заслуженный юрист» Российской Федерации.
- «Заслуженный юрист» Республики Татарстан.